# سارا چنگ (بازیگر)
سارا چنگ (به انگلیسی: Sarah Chang) بازیگر، تهیه‌کننده فیلم، بدل‌کار و رزمی‌کار زن آمریکایی است. از آثار بازیگری او می‌توان به مرد حادثه‌آفرین ۲ (۲۰۲۲) اشاره کرد.

## اوایل زندگی
چانگ در مک‌لین، ویرجینیا، متولد شد و بیشتر دوران کودکی خود را در آنجا گذراند. پدرش از طرفداران پر و پا قرص فیلم‌های چینی ووشیا بود و از او می‌خواست در سن ۷ سالگی ووشو یاد بگیرد. او با اکراه به مدرسه ووشو در زادگاهش پیوست. اولین مربی او ژانگ گویفنگ، هم تیمی جت لی در تیم ووشوی پکن بود. او در نهایت قهرمان ملی ووشو ایالات متحده شد، پنج بار عضو تیم ووشوی ایالات متحده شد و در یک نقطه در رتبه پنجم جهان قرار گرفت. ووشو همچنین پل ارتباطی او برای حرفه سینما و تلویزیون شد. چانگ همچنین از نوادگان مستقیم ژن گوئو فن است.